# August Mocny (film)
August Mocny (niem. August der Starke) – film historyczny z 1936 roku, produkcji polsko-niemieckiej.

## Fabuła
Przełom XVII i XVIII wieku. August II Mocny, król Polski i Saksonii, przebywając w Dreźnie dowiaduje się o marszu armii szwedzkiej na Warszawę. Udaje się niezwłocznie do Warszawy, by objąć dowództwo nad obroną. W czasie podróży poznaję jednak piękną kobietę. Nie wie, że jest to agentka nasłana przez hrabinę Jabłonowską – przeciwniczkę panowania Wettynów w Polsce, a jej celem jest zatrzymanie króla w drodze. Kobieta osiąga swój cel. August traci koronę, a także swoją dotychczasową miłość hrabinę Aurorę Königsmarck, która w Dreźnie dowiaduje się o jego zdradzie. Jednak po bitwie pod Połtawą August wraca do kraju i ponownie obejmuje władzę w Polsce. Przy boku ma wiele pięknych kobiet. Na starość zostaje jednak samotny i nieszczęśliwy...

## Obsada
- Michael Bohnen (August II Mocny),
- Lil Dagover (hrabina Königsmarck),
- Maria Balcerkiewiczówna (księżna Jabłonowska),
- Aleksander Suchcicki (marszałek dworu),
- Curt Lucas (hrabia Hoym)
- Loda Halama (młoda narzeczona),
- Wanda Jarszewska (gosposia),
- Tamara Wiszniewska (Hanusia),
- Marieluise Claudius (hrabina Cosel),
- Franciszek Brodniewicz (marszałek szlachty),
- Günther Hadank (Karol XII)
- Armin Schweizer (nadworny fryzjer)